# Coppa Italia di Serie A2 2004-2005 (pallavolo maschile)
La Coppa Italia di Serie A2 di pallavolo maschile 2004-2005 si è svolta dal 19 gennaio al 20 marzo 2005: al torneo hanno partecipato 8 squadre di club italiane e la vittoria finale è andata per la prima volta alla Volley Lupi Santa Croce.

## Regolamento
Le squadre hanno disputato quarti di finale, semifinali, finale per il terzo posto e finale.

## Torneo

### Tabellone
|  | Quarti di finale  | Quarti di finale  |                   |        | Semifinali                | Semifinali                |  |  | Finale | Finale |
|  |                   |                   |                   |        |                           |                           |  |  |        |        |
|  |                   |                   |                   |        |                           |                           |  |  |        |        |
|  |                   |                   |                   |        |                           |                           |  |  |        |        |
|  | Bassano           | 3                 |                   |        |                           |                           |  |  |        |        |
|  | Bassano           | 3                 |                   |        |                           |                           |  |  |        |        |
|  | Dorica            | 0                 |                   |        |                           |                           |  |  |        |        |
|  | Dorica            | 0                 | Bassano           | 0      |                           |                           |  |  |        |        |
|  |                   |                   | Bassano           | 0      |                           |                           |  |  |        |        |
|  |                   | Volley Corigliano | 3                 |        |                           |                           |  |  |        |        |
|  | Cagliari          | Volley Corigliano | 3                 | 0      |                           |                           |  |  |        |        |
|  | Cagliari          |                   |                   | 0      |                           |                           |  |  |        |        |
|  | Volley Corigliano | 3                 |                   |        |                           |                           |  |  |        |        |
|  | Volley Corigliano | 3                 | Volley Corigliano | 0      |                           |                           |  |  |        |        |
|  |                   |                   | Volley Corigliano | 0      |                           |                           |  |  |        |        |
|  |                   | Lupi Santa Croce  | 3                 |        |                           |                           |  |  |        |        |
|  | Lupi Santa Croce  | Lupi Santa Croce  | 3                 | 3      |                           |                           |  |  |        |        |
|  | Lupi Santa Croce  |                   |                   | 3      |                           |                           |  |  |        |        |
|  | Grottazzolina     | 1                 |                   |        |                           |                           |  |  |        |        |
|  | Grottazzolina     | 1                 | Lupi Santa Croce  | 3      | Finale per il terzo posto | Finale per il terzo posto |  |  |        |        |
|  |                   |                   | Lupi Santa Croce  | 3      | Finale per il terzo posto | Finale per il terzo posto |  |  |        |        |
|  |                   | Loreto            | 2                 |        |                           |                           |  |  |        |        |
|  | Loreto            | Loreto            | 2                 | 3      | Bassano                   | 3                         |  |  |        |        |
|  | Loreto            |                   |                   | 3      | Bassano                   | 3                         |  |  |        |        |
|  | Südtirol          | 0                 |                   | Loreto | 0                         |                           |  |  |        |        |
|  | Südtirol          | 0                 |                   |        | 0                         |                           |  |  |        |        |
|  |                   |                   |                   |        |                           |                           |  |  |        |        |
|  |                   |                   |                   |        |                           |                           |  |  |        |        |

### Risultati

#### Quarti di finale
| 19 gennaio 2005 - ore 20:30 PalaRockefeller, Cagliari           | Cagliari         | 0 - 3 | Volley Corigliano | 18-25, 23-25, 17-25        |
| 19 gennaio 2005 - ore 20:30 Palazzetto dello Sport, San Miniato | Lupi Santa Croce | 3 - 1 | Grottazzolina     | 22-25, 25-18, 25-20, 25-18 |
| 19 gennaio 2005 - ore 20:30 PalaSerenelli, Loreto               | Loreto           | 3 - 0 | Südtirol          | 25-16, 25-21, 30-28        |
| 19 gennaio 2005 - ore 20:30 PalaBassano, Bassano del Grappa     | Bassano          | 3 - 0 | Dorica            | 25-15, 25-13, 25-17        |

#### Semifinali
| 19 marzo 2005 - ore 18:00 PalaBassano, Bassano del Grappa | Lupi Santa Croce | 3 - 2 | Loreto            | 25-22, 20-25, 21-25, 26-24, 15-13 |
| 19 marzo 2005 - ore 20:30 PalaBassano, Bassano del Grappa | Bassano          | 0 - 3 | Volley Corigliano | 21-25, 23-25, 21-25               |

#### Finale 3º posto
| 20 marzo 2005 - ore 16:00 PalaBassano, Bassano del Grappa | Bassano | 3 - 0 | Loreto | 25-20, 25-15, 25-21 |

#### Finale
| 20 marzo 2005 - ore 18:15 PalaBassano, Bassano del Grappa | Volley Corigliano | 0 - 3 | Lupi Santa Croce | 21-25, 17-25, 15-25 |